# Joseph Mounoundzi
Joseph Mounoundzi – kongijski piłkarz grający na pozycji obrońcy. W swojej karierze grał w reprezentacji Konga.

## Kariera klubowa
W swojej karierze piłkarskiej Mounoundzi grał w klubie CSMD Diables Noirs.

## Kariera reprezentacyjna
W 1978 roku Mounoundzi został powołany do reprezentacji Konga na Puchar Narodów Afryki 1978. W nim był kapitanem Konga i rozegrał trzy mecze grupowe: z Ugandą (1:3), z Marokiem (0:1) i z Tunezją (0:0).